# Herb powiatu kłobuckiego
Herb powiatu kłobuckiego – jeden z symboli powiatu kłobuckiego, autorstwa Marcelego Antoniewicza, ustanowiony 22 maja 2009.

## Wygląd i symbolika
Herb przedstawia na tarczy w polu błękitnym kłobuk (średniowieczny hełm rycerski zwany inaczej kapalinem) oraz znajdujące się poniżej srebrne orle skrzydło Kłobuk jest elementem nawiązującym do herbu Kłobucka, natomiast orle skrzydło zaczerpnięto z herbu Krzepic.